# Michael Portillo
Michael Denzil Xavier Portillo, conocido en España con el nombre de su pasaporte español, Miguel Portillo Blyth, (Bushey, Hertfordshire, Inglaterra, 26 de mayo de 1953) es un político y periodista, británico y español, que pertenece al Partido Conservador británico.

## Biografía
Es hijo de Luis Gabriel Portillo (1907-1993) un republicano español exiliado y de Cora Blyth (1919-2014), de origen escocés.
Fue parlamentario, elegido por vez primera en 1984. Gran admirador de Margaret Thatcher y  euroescéptico, ocupó altos cargos en los gabinetes de Thatcher y John Major, antes de entrar en el Consejo de Ministros en 1992. Visto como un posible rival para Major en 1995, Portillo se mantuvo sin embargo fiel a él. Como ministro de Defensa, Portillo impulsó varias políticas en la línea de Thatcher, marcando una diferencia clara con las de los laboristas.
Inesperadamente Portillo perdió su escaño por Enfield Southgate en las elecciones generales de 1997. Tras ello, se embarcó con mayor intensidad en la actividad en los medios de comunicación y llevó a cabo una revisión de sus convicciones anteriores, propugnando un Partido Conservador más abierto y tolerante. De vuelta a los Comunes en 1999, Portillo se incorporó a la primera fila en la Oposición, como ministro de Economía en la sombra, aunque sus relaciones con el líder conservador William Hague fueron tensas. Al postularse para el liderazgo conservador en 2001 quedó (aunque a poca distancia del ganador) en tercer lugar, tras Iain Duncan Smith y Kenneth Clarke. Con un creciente desapego hacia la política, se retiró del Parlamento en el momento de las Elecciones de 2005, tras lo cual ha continuado con su actividad mediática, presentando un gran número de programas de radio y televisión.
Actualmente reside en España, en la localidad de Carmona, en la corona metropolitana de Sevilla. Portillo posee también pasaporte español, nacionalidad que obtuvo gracias a su padre.

## Trayectoria
Portillo nació en Bushey, Hertfordshire. El padre de Portillo, fue miembro del Frente Popular (España) en la década de 1930 y salió de Madrid cuando la ciudad cayó ante el golpista general Franco y finalizó la Guerra civil española en 1939, exiliándose en Inglaterra. Se convirtió en jefe de la Oficina Diplomática del Gobierno en el Exilio de Londres en 1972. El abuelo materno de Portillo, John Blyth, era un próspero propietario de una fábrica de lino de Kirkcaldy.
Portillo fue registrado como ciudadano de nacionalidad española a la edad de 4 años y, con el nombre español, que aparece en su pasaporte español de Miguel Portillo Blyth.
En 1961, Portillo apareció en un anuncio televisivo para Ribena, una bebida de grosella negra. Estudió en la escuela primaria de Stanmore, en el gran Londres, y en el Instituto Harrow School donde ganó una beca para Peterhouse, Cambridge, donde  estudió historia. Durante su época juvenil Portillo había apoyado la causa del Partido Laborista (Reino Unido), atribuyó su adopción del conservadurismo en Cambridge a la influencia del historiador Maurice Cowling, del sector conservador de Peterhouse. En 1999, Portillo concedió una entrevista hablando sobre las relaciones homosexuales que mantuvo en su etapa universitaria.
El 12 de febrero de 1982 Portillo se casó con Carolyn Claire Eadie.

### Político
Portillo se graduó en 1975 en historia, y comenzó a trabajar en la compañía Transporte de Océano y Comercial Ltd., una compañía de transporte naval, y después en 1976, en el Conservative Research Department (CRD), parte de la organización central del Partido Conservador en el Reino Unido. Tras la victoria Conservadora en 1979 se convirtió en un asesor de gobierno de David Howell en el Departamento de Energía. Dejó ese puesto para trabajar en la compañía Kerr-McGee desde 1981 a 1983. En las elecciones generales del Reino Unido de 1983, luchó en su primera contienda electoral, en la sede laborista de Birmingham Perry Barr, perdiendo ante el titular Jeff Rooker.
Portillo regresó al trabajo de asesoría para el gobierno y, en diciembre de 1984, se presentó y ganó las elecciones parciales de Enfield Southgate, luego del asesinato del titular, Sir Anthony Berry, en el atentado del Grand Hotel de Brighton de 1984 por parte del IRA. Inicialmente, fue secretario privado parlamentario de John Moore, y luego asistente.

### Cargos ministeriales
En 1987, Portillo obtuvo su primer cargo ministerial, como Subsecretario de Estado Parlamentario de Seguridad Social; al año siguiente, fue ascendido a ministro de Estado de Transportes. Portillo ha declarado que considera que "salvar el ferrocarril Settle a Carlisle" fue su mayor logro. Fue un firme partidario de Margaret Thatcher.
En 1990, Portillo fue nombrado ministro de Estado para el Gobierno Local, cargo en el que defendió el sistema de Cobro Comunitario, altamente impopular (conocido popularmente como "el impuesto electoral"). Demostró una línea de centro derecha consistente (ejemplificada, en un discurso bien publicitado, en colocar "agua azul clara" entre las políticas de los conservadores y otros partidos) y fue favorecido por Norman Tebbit y Margaret Thatcher, quien dijo de él "Esperamos grandes cosas de ti, no nos decepciones". Su ascenso continuó bajo John Major; fue nombrado Ministro del Gabinete en 1992 como Secretario Jefe de hacienda y fue admitido en el Consejo Privado ese mismo año. Posteriormente se convirtió en Secretario de Estado de Empleo (1994-1995), y luego Secretario de Estado de Defensa (1995-1997).
Como secretario de Defensa, Portillo se convirtió en objeto de críticas cuando invocó el lema del SAS, "Quien se atreve gana", en un discurso en la conferencia anual del Partido Conservador de 1995.
Portillo atrajo la atención constante de los medios de comunicación, incluido Private Eye, que se refirió burlonamente a él como "Baño portátil". Fue acusado de vanidoso cuando contrató el Alexandra Palace para celebrar sus diez años en política.
Algunos vieron el puesto de Secretario de Defensa como una recompensa por la cautelosa lealtad de Portillo a Major durante el desafío en las elecciones de liderazgo del Partido Conservador (Reino Unido) de 1995 de John Redwood, tras la renuncia de Major como líder del partido. Muchos instaron a Portillo, el "mimado de la derecha", a competir contra Major. Se negó a entrar en la primera ronda, pero planeaba desafiar a Major si se pasaba a una segunda ronda. Con este fin, instaló una potencial sede de campaña, con líneas telefónicas. Más tarde admitió que esto había sido un error: "No quería oponerme a [Major], pero tampoco quería cerrar la posibilidad de entrar en una segunda votación si se llegaba a eso". Portillo reconoció que "la ambigüedad no es atractiva" y sus oponentes dentro del partido utilizaron más tarde la aparente equivocación de Portillo como ejemplo de su indecisión; "Parecía feliz de herir pero con miedo de golpear: una posición deshonrosa".

### Derrota electoral de 1997
La pérdida de Portillo del escaño de Enfield Southgate, en las elecciones generales de 1997 ante el laborista Stephen Twigg sorprendió a muchos políticos y comentaristas, y llegó a simbolizar el alcance de la aplastante victoria laborista. A mitad de la campaña, Portillo invitó a sus ayudantes, Andrew Cooper y Michael Simmonds a su casa y les presentó algunas ideas para una campaña de liderazgo después de la derrota conservadora esperada y les pidió que la remataran. Sin embargo, cuando una encuesta en The Observer, el fin de semana antes de las elecciones, mostró que Portillo tenía solo una ventaja de tres puntos, Portillo le pidió a Cooper, quien supervisó las encuestas internas del partido, que lo tranquilizara; Portillo comenzó a pensar que podría perder.

Tuvo una entrevista memorable con Jeremy Paxman la noche de las elecciones, antes de que el resultado fuera difundido. Paxman abrió la entrevista con la pregunta "Michael, ¿vas a perder la limusina?", Una referencia a la expectativa de que los conservadores se dirigían a la derrota y, por lo tanto, él ya no sería ministro. Luego se le preguntó a Portillo "¿estamos viendo el fin del Partido Conservador como una fuerza creíble en la política británica?". Desde entonces ha revelado que, antes de la entrevista, ya había llegado a creer que había perdido su escaño.
Vi que la encuesta a puerta de urna pronosticaba una mayoría de 160 escaños para los laboristas. Pensé, "¿cuándo me va a preguntar Paxman si perdí mi escaño?". Luego conduje el coche hasta mi circunscripción y supe que había perdido. Pero también vi a David Mellor. David Mellor tuvo una pelea de muy mal humor con Jimmy Goldsmith, después de que se anunciaran los resultados de las elecciones de Putney. Vi esto y pensé, voy a perder con toda la dignidad que pueda reunir.
La derrota de Portillo representó un cambio del 17,4% al laborismo. La derrota en estas elecciones por parte del Partido Conservador, fue narrada como "el momento Portillo", y en el cliché "¿Estabas dispuesto a Portillo?" (es decir, "¿Estabas despierto / viste el resultado de Portillo anunciado por televisión?") El propio Portillo comentó, trece años después, que como consecuencia "Mi nombre ahora es sinónimo de comer un montón de mierda en público."

### Regreso al Parlamento
Después de las elecciones, Portillo renovó su vínculo con Kerr-McGee, pero también emprendió un trabajo en los medios, incluidos programas para la BBC y Channel 4. En una entrevista concedida a The Times en el verano de 1999, Portillo dijo que "tuve algunas experiencias homosexuales cuando era joven". Unas semanas después de haber dado esa entrevista, la muerte de Alan Clark le dio a Portillo la oportunidad de regresar al Parlamento, a pesar de que Norman Tebbit acusó a Portillo de mentir sobre el alcance de su "desviación" sexual, y comentarios similares de un asociado, incluido en un perfil de Portillo en el diario The Guardian. Ganó cómodamente las elecciones parciales a fines de noviembre de 1999 para representar a Kensington y Chelsea (circunscripción del Parlamento del Reino Unido), tradicionalmente uno de los escaños conservadores más seguros.
El 1 de febrero de 2000, William Hague ascendió a Portillo al Gabinete, como líder adjunto y Ministro de Hacienda en la sombra. El 3 de febrero, Portillo llegó frente al Ministro de Hacienda, Gordon Brown, en la Cámara de los Comunes por primera vez en su nuevo cargo. Durante esta sesión, Portillo declaró que un futuro gobierno conservador mejoraría la independencia del Banco de Inglaterra y aumentaría su responsabilidad ante el Parlamento, y que no derogaría el salario mínimo nacional.

### Elecciones de 2001
Después de las elecciones generales del Reino Unido de 2001, Portillo impugnó el liderazgo del partido. En la primera votación de los diputados conservadores, salió bien. Sin embargo, siguieron noticias de la prensa, incluidas referencias a sus experiencias homosexuales anteriores y a su equívoco en el momento de la dimisión de Major en 1995. Fue noqueado en la ronda final de votación por los diputados conservadores, su historia sexual, según Kenneth Clarke, había dañado sus posibilidades, dejando a los miembros del partido a elegir entre Iain Duncan Smith y Kenneth Clarke.

### Retiro de la política
Cuando Duncan Smith fue elegido líder, Portillo regresó a los escaños de segundo plano. En marzo de 2003, votó a favor de la invasión de Irak en 2003. En noviembre de 2003, rechazó una oferta de un puesto en el Gabinete en la sombra del líder conservador entrante Michael Howard. No buscó la reelección en las elecciones generales de 2005. Su membresía en el Partido Conservador ha caducado desde entonces.
Hablando con Andrew Neil en This Week en mayo de 2016, dio su opinión sobre la efectividad del gobierno de David Cameron y sus planes legislativos como se describe en el discurso de la Reina: "Después de 23 años de pensar detenidamente sobre lo que les gustaría hacer en poder ... la respuesta es nada ", una descripción que The Guardian describió como" elegante."
Portillo ha apoyado el Brexit, aunque también ha expresado la opinión de que en el sistema británico, donde el Parlamento es soberano, el referéndum del Brexit de 2016 "no encaja en absoluto con nuestro sistema" y que "el parlamento tiene derecho a interpretar" el resultado. En una discusión televisiva de 2016 dijo que "debido al catastrófico error cometido por David Cameron, NIgel Farage merece un lugar en la historia" porque "asustó al Primer Ministro para que celebrara un referéndum que luego perdió". También condenó el "Plan Checkers" de Theresa May de 2018 para las negociaciones de salida como "la traición más terrible, y si hubiera sido miembro del Gabinete, habría sido uno de los que habría renunciado durante el fin de semana". En otra ocasión, Portillo exclamó (como un experto en This Week ) que "salvo que la Sra. May entrara en un vagón de tren en el bosque de Compiègne, no podrían haber producido una rendición más humillante que la del Armisticio del 11 de noviembre de 1918".

### Empresario
En septiembre de 2002, Portillo se convirtió en director no ejecutivo de la industria armamentística multinacional de BAE Systems. Renunció a ese cargo en marzo de 2006 debido a posible conflicto de interés. Fue miembro de la junta de Kerr-McGee Corporation durante unos meses en 2006.

## Periodista
En 1998, Portillo hizo su primera incursión en la radiodifusión en el Canal 4 con Portillo's Progress, tres programas de 60 minutos que investigaban la cambiante escena social y política en Gran Bretaña. A partir de 2002, desarrolló una activa carrera en los medios, tanto como comentarista de asuntos públicos, como escritor y como presentador de documentales de televisión y radio.
Entre su inicio en 2003 y su cancelación en 2019, Portillo apareció en el programa semanal de discusión política de la BBC This Week con Andrew Neil y, hasta septiembre de 2010,  con la diputada laborista Diane Abbott.
Portillo ha aparecido en varios documentales de televisión. En 2002 se incluyeron uno sobre Richard Wagner y otro en España: Great Railway Journeys: From Granada to Salamanca, para BBC Two (2002). En 2006 realizó un programa sobre la fauna española para la serie The Natural World de BBC Two. Para un episodio de la serie My Week In The Real World de la BBC Two de 2003, en el que los políticos se pusieron en la piel del público, Portillo se hizo cargo, durante una semana, de la vida, la familia y los ingresos de una madre soltera que vivía en Wallasey.
- Es famoso por las diferentes series documentales que combina turismo y viajes en tren llamados:
- Grandes viajes ferroviarios continentales
  - En tren por Gran Bretaña
    - Michael Portillo viaja por las redes ferroviarias de Gran Bretaña, Irlanda y la Isla de Man, con una copia de la Guía de Bradshaw de la década de 1840, comparando cómo los diferentes destinos han cambiado desde la época victoriana.

  - En tren por el Viejo Continente
    - Michael Portillo se embarca en una aventura ferroviaria que le llevará al corazón de Europa. El programa sigue la guía de trenes continentales Bradshaws que en 1913 abrió las puertas a un exótico mundo de viajes a los turistas británicos. Serie documental que recorre Europa en tren de la mano del periodista, presentador y antiguo político del Partido Conservador británico Michael Portillo. Para guiarse en su viaje, Portillo emplea la 'Continental Railway Guide' de 1913 de George Bradshaw. Viaja a través del continente europeo con su práctica guía Bradshaw de 1913, la cual relata la realidad del ferrocarril en Europa, sus líneas y horarios, y las principales poblaciones descritas con gran minuciosidad. Michael Portillo va descubriendo la Historia de los lugares que visita y contrastando con la guía cómo han cambiado las cosas desde 1913.

  - En tren por Asia
    - Michael Portillo en Asia descubrirá el impresionante sistema de transporte público, envidiablemente eficiente. Recorre una distancia total de 2500 millas y pasa por seis países, comenzando con el territorio chino de Hong Kong y luego pasando a Tailandia, Vietnam, Indonesia y Malasia antes de llegar a su destino final en Singapur. Uno de los temas principales que explora es la historia colonial , examinando el legado de los imperios británico , francés , holandés y portugués , y cómo los países involucrados obtuvieron su independencia.

  - En tren por Subcontinente Indio
    - Michael Portillo se embarca en un viaje en ferrocarril a través de la India guiado por su guía Bradshaw de 1913 de viaje por la India, el extranjero y las colonias.  Bangladés,  Bután,  India,  Maldivas,  Nepal,  Pakistán y  Sri Lanka.

  - En tren por el nuevo continente: Estados Unidos
    - Michael Portillo explora Estados Unidos en tren siguiendo la Guía General Appleton de 1879, que se publicó en un momento clave de la historia de la nación: la época en la que dejó de ser el nuevo mundo y se convirtió en el país más rico de la historia.

  - En tren por el nuevo continente: Canadá
    - Michael Portillo y su guía Appleton de 1899 hasta la última frontera, Alaska y a Canadá, donde recorrerá el norte del continente atravesando algunos de los paisajes más salvajes del mundo.

  - Grandes viajes ferroviarios por Australia
    - Michael Portillo se aventura a adentrarse en Australia para subir a bordo del legendario tren el Ghan.

Grandes viajes ferroviarios británicos
Grandes viajes ferroviarios continentales
Ferrocarriles de la Gran Guerra con Michael Portillo
Grandes viajes en ferrocarriles estadounidenses
Grandes viajes ferroviarios indios
Grandes viajes en ferrocarril de Alaska
Grandes viajes ferroviarios canadienses
Grandes viajes ferroviarios australianos
Eligió presentar a la reina Isabel I para la serie Great Britons de la BBC. Entre 2002 y 2007, presentó una serie de debates denominada Cena con Portillo en BBC Four, en la que Portillo y sus siete invitados exploraron cuestiones políticas y sociales durante una comida de cuatro platos. Entre sus invitados estuvieron Bianca Jagger, Grayson Perry, Francis Wheen, Seymour Hersh, PD James, Shirley Williams, George Galloway, Benazir Bhutto y Germaine Greer. En 2007, participó en el proyecto de televisión de la BBC The Vedict, sirviendo, con otras figuras conocidas, como miembro del jurado en un caso de violación ficticio. Fue elegido presidente del jurado.
El documental Cómo matar a un ser humano en la serie Horizon presentó a Portillo llevando a cabo una encuesta sobre los métodos de pena capital (incluida la realización de algunas experiencias cercanas a la muerte), en un intento de encontrar una forma 'aceptable' de pena capital. Fue transmitido por BBC Two el 15 de enero de 2008. Hizo un segundo documental de Horizon, titulado ¿Qué tan violento eres?, transmitido el 12 de mayo de 2009.
En 2008, Portillo realizó un documental como parte de la campaña Headroom de la BBC, que exploró problemas de salud mental. El documental Michael Portillo: La muerte de un amigo de la escuela explora cómo el suicidio del compañero de clase de Portillo, Gary Findon, afectó a los padres, el hermano, los maestros de música, los maestros de escuela, los compañeros de clase y el propio Portillo. El programa se emitió originalmente el 7 de noviembre de 2008.
En 2009, filmó una serie titulada Great British Railway Journeys, en la que exploró, con la ayuda del manual turístico de George Bradshaw de 1863, cómo los ferrocarriles tuvieron una profunda influencia en la historia social, económica y política de Gran Bretaña. La serie comenzó a transmitirse en enero de 2010. Una segunda serie se emitió en BBC Two en 2011, y hasta febrero de 2019, ha habido un total de diez series. Portillo también presentó una serie de televisión similar llamada Great Continental Railway Journeys, siguiendo a Portillo por la Europa continental. En 2013 se emitió una segunda serie y hasta la fecha ha habido un total de seis series. En 2014, como parte de las conmemoraciones de la Primera Guerra Mundial de la BBC, Portillo presentó Ferrocarriles de la Gran Guerra con Michael Portillo durante cinco noches en agosto de 2014. A principios de 2016, Portillo comenzó una nueva serie de documentales de viajes de la BBC, Great American Railroad Journeys, viajando por los Estados Unidos en tren. Siguieron otras series similares: Great Indian Railway Journeys de 2018 y Great Alaska and Canadian Railroad Journeys, que comenzaron a transmitirse en enero de 2019. Una serie Great Australian Railway Journeys comenzó a transmitirse en BBC2 el 26 de octubre de 2019, con seis viajes por Australia. A esto le siguió una serie de Grandes viajes ferroviarios asiáticos a partir del 27 de enero de 2020.
Una serie de diez partes de la BBC Two, Portillo's State Secrets, en la que Portillo examina documentos clasificados de los Archivos Nacionales Británicos, comenzó el 23 de marzo de 2015.
The Enemy Files, un documental presentado por Portillo, se mostró en RTÉ One en Irlanda, así como en la BBC, antes del centenario del Easter Rising en 2016. También presentó un documental de 2020 titulado "Hawks & Doves: The Crown and Ireland's War of Independence", que dio cuenta de la Guerra de Independencia de Irlanda desde una perspectiva británica.
En julio de 2017, se estrenó en Discovery History una serie de dos partes llamada Spanish Civil War con Michael Portillo. En 2018 se emitió una serie de Channel 5, La historia oculta de Gran Bretaña de Portillo. En agosto de 2019, la serie de dos partes, Portillo: The Trouble With The Tories, que examinó la historia de las divisiones del partido Tory, se emitió en el Canal 5.

### Prensa y radio
Portillo ha escrito una columna regular para The Sunday Times, colabora con otras revistas, fue crítico de teatro para el New Statesman hasta mayo de 2006, y es un locutor de radio habitual en la radio del Reino Unido. Es un miembro veterano del panel de la serie The Moral Maze de BBC Radio 4. En septiembre de 2011, presentó una serie de dos partes en BBC Radio 4 llamada Capitalism on Trial. También ha presentado una serie de historia en BBC Radio 4 llamada The Things We Forgot to Remember.
En junio de 2013, presentó una serie de doce programas de radio de 15 minutos, siguiendo el programa de noticias diario World at One, en BBC Radio 4 llamado 1913 - el año anterior, sobre el estado de Gran Bretaña en los años anteriores a la Primera Guerra Mundial, desafiando la opinión de que estos años fueron optimistas y alegres.
El 7 de mayo de 2020, se anunció que Portillo se uniría a la nueva estación digital Times Radio, que se lanzó en junio de 2020. Actualmente presenta un programa de los viernes por la noche sobre política, cultura e historia.

## Trabajo voluntario
Desde 1998, Portillo ha sido Comisionado de la Comisión Internacional sobre Personas Desaparecidas (ICMP). Es el presidente de DEBRA, una organización benéfica británica que trabaja en nombre de las personas con epidermólisis ampollosa (EB), una afección genética que produce ampollas en la piel.
Fue presidente del comité del Premio Man Booker 2008.
En 2011, Portillo fue nombrado presidente de un nuevo fondo de dotación de artes apoyado por el Consejo de las Artes, el Fondo de Lotería del Patrimonio y el Departamento de Cultura, Medios y Deporte. Los solicitantes podían presentar ofertas para subvenciones de entre 500.000 y 5 millones de libras esterlinas, que debían ser igualadas por el sector privado. El fondo, que operaba bajo el título "Catalyst: Endowments", otorgó 31 premios durante los dos años 2012-13 por un total de 36 millones de £. Los destinatarios incluyeron la Galería de imágenes de Dulwich, el Mary Rose Trust, la catedral de Lincoln y el Ferrocarril del Valle de Severn.
Portillo es el presidente británico de la organización anglo-española Tertulias, que organiza reuniones anuales entre los dos países. También es Vicepresidente Honorario de Canning House, el Consejo Brasileño Hispano y Luso.
Portillo tiene un gran interés en las artes visuales contemporáneas y es presidente del Patronato de la Federación de Artistas Británicos, una organización benéfica para promover la educación mediante las artes. En 2018 aceptó el cargo de presidente de la línea Friends of the Settle-Carlisle  tras la muerte del anterior titular, Sir William McAlpine.

## Publicaciones
- El Reino Unido en Europa, Vicente Blanco Gaspar, prólogo de Michael Portillo, 2000, ISBN-10: 8460706249 (ISBN-13: 978-8460706243)[95]
- Grandes viajes ferroviarios continentales, 22 de octubre de 2015, ISBN 978-1857023350
- Great American Railway Journeys, 26 de enero de 2017, ISBN 978-1789291445
- Historia oculta de Portillo de Gran Bretaña, 2 de mayo de 2019, ISBN 978-1471151514
- Grandes viajes ferroviarios británicos, 15 de octubre de 2020, ISBN 978-1472279279

## Reconocimientos
- 1992 prestó juramento como miembro del Consejo Privado del Reino Unido, otorgándole el título honorífico de "Muy Honorable".
- 1995 Michael Portillo: The Future of the Right, Michael Gove. ISBN: 1857023358 (ISBN-13: 9781857023350)[96]
- 2003 Doctorado honoris causa por Richmond, The American International University en Londres.[97]
- 2018, fue nombrado miembro de la Royal Scottish Geographical Society (FRSGS).[98]
- 2019 galardonado con la Libertad de la ciudad de Londres. Se le otorgó el honor de liderar el Sheep Drive anual sobre el Puente de Londres el 29 de septiembre de 2019.[99]